# Aethriamanta circumsignata
Aethriamanta circumsignata – gatunek ważki z rodziny ważkowatych (Libellulidae).